# Condado de Dallas (Arkansas)
El condado de Dallas (en inglés: Dallas County), fundado en 1845, es un condado del estado estadounidense de Arkansas. En el 2000 tenía una población de 9210 habitantes con una densidad de 5,33 personas por km². La sede del condado es Fordyce.

## Geografía
Según la Oficina del Censo, el condado tiene un área total de 1730 km² (668 mi²), de la cual 1728 km² (667,2 mi²) son tierra y 3 km² (1,2 mi²) son agua.

### Condados adyacentes
- Condado de Grant  (noreste)
- Condado de Cleveland (este)
- Condado de Calhoun (sureste)
- Condado de Ouachita (suroeste)
- Condado de Clark (oeste)
- Condado de Hot Spring (noroeste)

### Ciudades y pueblos
- Carthage
- Fordyce
- Sparkman

## Mayores autopistas
- U.S. Highway 79
- U.S. Highway 167
- Carretera 7
- Carretera 8
- Carretera 9
- Carretera 46
- Carretera 48